# Bau-Hati-Lau
Bau-Hati-Lau (Bauhatilau) ist eine osttimoresische Aldeia im Suco Manutaci (Verwaltungsamt Ainaro, Gemeinde Ainaro). 2015 lebten in der Aldeia 229 Menschen. Die Aldeia Bau-Hati-Lau liegt im Südwesten des Sucos Manutaci. Nördlich befindet sich die Aldeia Hato-Meta-Udo, nordöstlich die Aldeia Rae-Buti-Udo und südlich die Aldeia Canudo. Im Westen grenzt Bau-Hati-Lau an den Suco Ainaro. Der Maumall, ein Zufluss des Belulik bildet die Grenze zu Ainaro. Im Osten von Bau-Hati-Lau befindet sich das Dorf Berluli.